# Espen Barth Eide
Espen Barth Eide, född 1 maj 1964 i Oslo, är en norsk statsvetare och politiker som tillhör Arbeiderpartiet. Han är Norges utrikesminister sedan 16 oktober 2023.
Mellan 2011 och 2012 var han Norges försvarsminister och mellan 2012 och 2013 Norges utrikesminister i Jens Stoltenbergs andra regering. Sedan 2001 är han ledamot i styrelsen för Europeiska socialdemokratiska partiet.